# Lynn Stalmaster
Lynn Stalmaster, né le 17 novembre 1927 à Omaha (Nebraska, États-Unis) et mort le 12 février 2021 à Los Angeles (Californie, États-Unis), est un directeur de casting (régisseur de distribution) américain. 

## Biographie
Alumnus de l'Université de Californie à Los Angeles, il y pratique le théâtre amateur. Il débute comme acteur professionnel en 1951 dans Les Diables de Guadalcanal tout en s'occupant du casting de séries télévisées comme Big Town. 
En 1961, il crée Lynn Stalmaster & Associates, dont le premier film est West Side Story, première d'une fructueuse collaboration avec la Mirisch Company. Dans les années 1970, Stalmaster devient synonyme d'une soixantaine de films à succès, distribuant notamment Chaim Topol dans Un violon sur le toit, le couple Ruth Gordon et Bud Cort dans Harold et Maude, Jon Voight et Burt Reynolds dans Délivrance, James Caan dans Rollerball, Gene Wilder et Richard Pryor dans Transamerica Express, Jane Fonda et Jon Voight dans Le Retour, Kris Kristofferson et Ali MacGraw dans Le Convoi, Christopher Reeve, Gene Hackman et Margot Kidder dans la trilogie Superman, Bette Midler et Alan Bates dans The Rose ou Peter Sellers dans Bienvenue, Mister Chance. Lynn Stalmaster est également directeur de casting de plusieurs films à Oscars : Dans la chaleur de la nuit, L'Étoffe des héros et Les Incorruptibles. 
À la télévision, Stalmaster s'est occupé du casting des séries Combat !, Gunsmoke et Les Incorruptibles et, plus récemment, du téléfilm Le Crime du siècle (Crime of the Century) pour lequel il a été nommé aux Emmys. 
Sa dernière collaboration a lieu en 2000 sur le film scientologue Battlefield Earth - Terre champ de bataille, considéré comme l'un des pires films du cinéma américain[réf. nécessaire]. 